# Odo III (książę Burgundii)
Odo III (ur. w 1166 r., zm. 6 lipca 1218 r. w Lyonie) – książę Burgundii od 1192 r. z dynastii burgundzkiej.

## Życiorys
Odo był najstarszym synem księcia burgundzkiego Hugona III. Jego matką była pierwsza żona Hugona, Alicja (Adelajda), córka księcia Lotaryngii Mateusza I. W 1189 r., podczas walk swego ojca przeciwko królowi Francji Filipowi II Augustowi dostał się do niewoli francuskiej (po upadku Châtillon-sur-Seine). W 1190 r. został regentem w imieniu ojca, który udał się na III wyprawę krzyżową. Gdy w 1192 r. Hugo III zmarł w Ziemi Świętej, Odo odziedziczył tron książęcy.
Bezskutecznie próbował objąć hrabstwo Flandrii. W 1209 r. w krucjacie przeciwko albigensom. Wspierał króla Filipa Augusta w staraniach o rozwód z Ingeborgą duńską, co skutkowało objęciem go ekskomuniką. Brał także udział po stronie króla francuskiego w bitwie pod Bouvines w 1214 r., gdzie dowodził prawym skrzydłem wojsk Filipa. Przez cesarza Fryderyka II został mianowany cesarskim wikariuszem w Arelacie.
W Burgundii Odo wzniósł zamek w Talant, nadał prawa miejskie Beaune, założył szpital w Dijon. Zmarł przygotowując się do udziału w V wyprawie krzyżowej. Jego następcą został jedyny syn, Hugo IV.

## Rodzina
W 1193 r. Odo poślubił Teresę, córkę króla Portugalii Alfonsa I Zdobywcy i Matyldy z Sabaudii. Teresa była wdową po zmarłym w 1191 r. hrabim Flandrii Filipie. To małżeństwo zostało unieważnione w 1195 r., a Teresa zmarła w 1218 r.
W 1199 r. Odo powtórnie się ożenił, z Adelajdą, córką Hugona z Vergy. Z tego małżeństwa pochodziło czworo dzieci:
- Joanna (ok. 1200–ok. 1222), żona Raula z Lousignan, hrabiego Eu,
- Alicja (ok. 1205–1266), żona Roberta, hrabiego Clermont,
- Hugo IV (1213–1272), następca ojca jako książę Burgundii,
- Beatrycze (ok. 1216–?), żona Humberta, seniora Thoire.

Adelajda zmarła w 1251 r.